# 伊漢·文斯
伊漢·文斯（土耳其語：İlhan Mansız，1975年8月10日—），出生於西德的巴伐利亞城市肯普滕，是一名土耳其籍克里米亞韃靼裔足球員，司職前鋒。

## 球會生涯
2001/02球季，他獲得時任比錫達斯領隊謝諾爾·根尼斯的重用，他亦不負所託以入球為球隊作出貢獻，使球隊在球季結束後取得第3名的成績。他在效力伊斯坦堡球會比錫達斯受到國際認同，後來他被日本球會神戶勝利船所收購。
由於，文斯有著前衛的衣著風格和髮型，因此吸引到不少女性球迷的注意，導致他與大衛·碧咸等球員常被列入都會美型男的類別。作為克里米亞韃靼人，他的外貌獲得了很多日本女球迷的青睞，這也是其中一個他轉會至神戶勝利船的重要因素。
後來，雖然他加盟哈化柏林，不過由於受傷而未能上陣。他的合約列明若他的膝蓋再次受傷，便會遭到球會所放棄，他與球會間的合約亦因此被取消.。其後，他加盟安卡拉高古並簽訂一年合約。他的傷病慢慢開始康復，並在傷癒後代表這隊土超球會上陣。
2006/07球季，他宣佈退役。截至2007年，有傳聞說他在美國洛杉磯進行訓練而準備重返足球界。這些傳聞是由文斯本人對外透露的，他亦宣佈與安卡拉高古再次簽約。然而，他卻在2007/08球季前宣佈退役。

### 前往美國？
2007年9月24日，據稱美職聯球隊哥倫布機員、多倫多FC和紐約紅牛有興趣在今後幾個月內與他簽訂短期合約。與此同時，德國球會利華古遜和澳洲球會中岸水手亦希望與他簽訂短期合約。

### 1860慕尼黑
2009年7月，他希望重操故業而在1860慕尼黑進行訓練。

## 國際賽生涯
2001年10月，文斯在對摩爾多瓦的外圍賽中分組賽的最後一場賽事中後備入替而首次代表土耳其上陣。
他在2002年世界盃對塞內加爾的八強戰進行至67分鐘時入替哈根·蘇古並在94分鐘時射入黃金入球，協助球隊打入最後四強。他在季軍戰對南韓的賽事中交出助攻予哈根·蘇古，使他最終攻入並以11秒打破世界盃決賽週中最快入球的紀錄。
文斯在土耳其的人氣就像大衛·碧咸，無論他去哪裡，總有球迷圍住他尖叫。就如大衛·碧咸，他沒有辜負在場外所獲得的人氣。自他處子戰後，他便擁有一個凸出和使人深刻的形象。
2002年世界盃之前，文斯仍然是一個無名小卒。儘管他在世界舞台上展現出很好的表現，他健康和高齡的問題使到部分歐洲球會要認真考慮是否買入他而阻礙其本身的發展。他曾說道：「這對我來說已經太遲了，我希望我可以早些發現。」

## 個人
2002年，他在慕尼黑認識了德國髮型師尼娜·莉達絲（Nina Rittez）並與她在2003年誕下一名女兒，名叫艾米（Aimee ）。

## 生涯數據
| 球會表現 | 球會表現     | 球會表現 | 聯賽 | 聯賽                               | 足總盃   | 足總盃   | 聯賽盃     | 聯賽盃     | 洲際賽 | 洲際賽 | 總數 | 總數 |
| 球季     | 球會         | 聯賽     | 出場 | 入球                               | 出場     | 入球     | 出場       | 入球       | 出場   | 入球   | 出場 | 入球 |
| 土耳其   | 土耳其       | 土耳其   | 聯賽 | 聯賽                               | 土耳其杯 | 土耳其杯 | 聯賽盃     | 聯賽盃     | 歐洲賽 | 歐洲賽 | 總數 | 總數 |
| -------- | ------------ | -------- | ---- | ---------------------------------- | -------- | -------- | ---------- | ---------- | ------ | ------ | ---- | ---- |
| 1996-97  | 根克勒比利吉 | 土超     | 2    | 0                                  |          |          |            |            |        |        |      |      |
| 1997-98  | 庫爾基斯     | 土甲     | 37   | 19                                 |          |          |            |            |        |        |      |      |
| 1998-99  | 薩姆松       | 土超     | 27   | 4                                  |          |          |            |            |        |        |      |      |
| 1999-00  | 薩姆松       | 土超     | 31   | 10                                 |          |          |            |            |        |        |      |      |
| 2000-01  | 薩姆松       | 土超     | 31   | 12                                 |          |          |            |            |        |        |      |      |
| 2001-02  | 比錫達斯     | 土超     | 30   | 21                                 |          |          |            |            |        |        |      |      |
| 2002-03  | 比錫達斯     | 土超     | 23   | 7                                  |          |          |            |            |        |        |      |      |
| 2003-04  | 比錫達斯     | 土超     | 13   | 8                                  |          |          |            |            |        |        |      |      |
| 日本     | 日本         | 日本     | 聯賽 | 聯賽                               | 天皇杯   | 天皇杯   | 日本联赛杯 | 日本联赛杯 | 亚洲赛 | 亚洲赛 | 總數 | 總數 |
| 2004     | 神戶勝利船   | 日職     | 3    | 0                                  | -        | -        | 0          | 0          | -      | -      | 3    | 0    |
| 德國     | 德國         | 德國     | 聯賽 | 聯賽                               | 德國盃   | 德國盃   | 德國聯賽盃 | 德國聯賽盃 | 歐洲賽 | 歐洲賽 | 總數 | 總數 |
| 2004-05  | 哈化柏林     | 德甲     | 0    | 0                                  |          |          |            |            |        |        |      |      |
| 土耳其   | 土耳其       | 土耳其   | 聯賽 | 聯賽                               | 土耳其杯 | 土耳其杯 | 聯賽盃     | 聯賽盃     | 歐洲賽 | 歐洲賽 | 總數 | 總數 |
| 2005-06  | 安卡拉高古   | 土超     | 9    | 4                                  |          |          |            |            |        |        |      |      |
| 總和     | 土耳其       | 土耳其   | 166  | 66\|\|\|\|\|\|\|\|\|\|\|\|\|\|\|\| |          |          |            |            |        |        |      |      |
| 總和     | 日本         | 日本     | 3    | 0                                  | -        | -        | 0          | 0          | -      | -      | 3    | 0    |
| 總和     | 德國         | 德國     | 0    | 0\|\|\|\|\|\|\|\|\|\|\|\|\|\|\|\|  |          |          |            |            |        |        |      |      |
| 總和     | 總和         | 總和     | 206  | 85\|\|\|\|\|\|\|\|\|\|\|\|\|\|\|\| |          |          |            |            |        |        |      |      |

## 榮譽
土耳其
- 2002年世界盃：第三名